# Javier Fuentes-León
Javier Fuentes-León est un réalisateur, scénariste, monteur, acteur et producteur de cinéma péruvien aujourd’hui installé à Los Angeles. Son film Contracorriente a été  primé dans de nombreux festivals. 

## Biographie
Fuentes-León est né au Pérou où il a obtenu un diplôme de médecine. Il s’est établi à Los Angeles en 1994  pour faire des études de cinéma au California Institute of the Arts  où il a obtenu un Master of Fine Arts. Son film de thèse « Espacios »  a gagné le Concours National du court métrage du gouvernement péruvien en 1997. En 2000 il a publié une pièce de théâtre, Mr. Clouds, que le Théâtre National du Pérou a inclus dans sa compilation Dramaturgia Nacional 2000 après l’avoir classé parmi les meilleurs de l’année. 
Son film le plus connu s’appelle Contracorriente. Cristian Mercado y  incarne Miguel, un pêcheur qui tombe follement amoureux d'un artiste peintre nommé Santiago (Manolo Cardona). L’épouse de Miguel (Tatiana Astengo) devra affronter la situation alors qu’elle est sur le point d’accoucher. 
Le film est une coproduction entre le Pérou, la Colombie, la France et l’Allemagne. Il a été nommé en 2010 au Sundance Film Festival pour le Grand prix du jury dans la catégorie World Cinema Dramatic. Il a également gagné le prix Sebastiane au festival international du film de Saint-Sébastien.
Dans les années suivantes, Fuentes-León a travaillé comme auteur principal pour les spectacles de  téléréalité de Telemundo. Il a écrit des sous-titrages espagnols pour les films des majors hollywoodiens et a travaillé comme rédacteur en chef de publicités et d’émissions de télévision tels que  Rachael Ray's Tasty Travels  de la chaîne Food Network sans se détourner de l’écriture et de l’avancement de ses projets.
Son second court métrage "Géminis" a été récompensé à l’Outfest en 2004 et présenté dans différents festivals internationaux de film.
Actuellement, Fuentes-León développe divers projets tels que  La femme qui craignait le Soleil  (tiré de la pièce Mr. Clouds) et Sinister, une comédie musicale rock dont il a écrit aussi la musique.

## Filmographie

### Comme réalisateur
- 1997 : Espacios (court métrage)
- 2004 : Géminis (court métrage)
- 2009 : Contracorriente
- 2014: El Elefante Desaparecido

### Comme scénariste
- 1997 : Espacios (court métrage)
- 2004 : Géminis (court métrage)
- 2009 : Contracorriente

### Comme monteur
- 1997 : Espacios (court métrage)
- 2004 : Géminis (court métrage)
- 2005 : Un dia en la vida (court métrage)
- 2008 : Rachael Ray's Tasty Travels (séries TV documentaire) (épisode: "Martha's Vineyard")

### Comme acteur
- 2004 : Géminis dans Géminis (court métrage)
- 2006 : I Heart dans Karoke Buddy (court métrage)

### Comme producteur
- 2004 : Géminis (court métrage)
- 2009 : Contracorriente

### Autre
- 2007 : Spine Tingler! The William Castle Story (documentaire)
- 2008 : Wrangler: Anatomy of an Icon (documentaire)
- 2011 : Vito (documentaire)

## Récompenses et distinctions

### PourContracorriente
- 2009 : Prix Sebastiane au festival international du film de Saint-Sébastien.
- 2010 : Prix du public dans la catégorie « World Cinema - Dramatic » au Sundance Film Festival.
- 2010 : Nommé au Grand Prix du Jury dans la catégorie « World Cinema - Dramatic » au Sundance Film Festival.
- 2010 : Prix du public au  Festival du film latino-américain de Lima.
- 2010 : Prix du public pour la compétition Ibéro-Américaine du Festival international du film de Miami.
- 2010 : Nommé pour la Catalina de Oro du meilleur film au Festival international du film de Carthagène.
- 2011 : Nommé au Goya pour le meilleur film étranger en langue espagnole au  Prix Goya.